# Madison (Illinois)
Madison é uma cidade localizada no estado americano de Illinois, no Condado de Madison e Condado de St. Clair.

## Demografia
Segundo o censo americano de 2000, a sua população era de 4545 habitantes.
Em 2006, foi estimada uma população de 4559, um aumento de 14 (0.3%).

## Geografia
De acordo com o United States Census Bureau tem uma área de
18,9 km², dos quais 18,2 km² cobertos por terra e 0,7 km² cobertos por água. Madison localiza-se a aproximadamente 209 m acima do nível do mar.

## Localidades na vizinhança
O diagrama seguinte representa as localidades num raio de 8 km ao redor de Madison.